# Oman i olympiska sommarspelen 1988
Oman deltog i de olympiska sommarspelen 1988 med en trupp bestående av åtta deltagare, men ingen av landets deltagare erövrade någon medalj.

## Boxning
| Idrottare           | Gren            | 32-delsfinal          | Sextondelsfinal      | Åttondelsfinal       | Kvartsfinal          | Semifinal            | Final                |
| Idrottare           | Gren            | Motståndare Resultat  | Motståndare Resultat | Motståndare Resultat | Motståndare Resultat | Motståndare Resultat | Motståndare Resultat |
| ------------------- | --------------- | --------------------- | -------------------- | -------------------- | -------------------- | -------------------- | -------------------- |
| Abdullah Al-Barwani | Weltervikt      |                       | Obah (AUS) RSCO RD3  | Gick inte vidare     | Gick inte vidare     | Gick inte vidare     | Gick inte vidare     |
| Handhal Al-Harithy  | Lätt weltervikt | Myberg (SWE) RSCH RD1 | Gick inte vidare     | Gick inte vidare     | Gick inte vidare     | Gick inte vidare     | Gick inte vidare     |

## Friidrott
| Idrottare                                                                      | Gren                            | Heat    | Heat      | Omgång 2         | Omgång 2         | Semifinal        | Semifinal        | Final            | Final            |
| Idrottare                                                                      | Gren                            | Tid     | Placering | Tid              | Placering        | Tid              | Placering        | Tid              | Placering        |
| ------------------------------------------------------------------------------ | ------------------------------- | ------- | --------- | ---------------- | ---------------- | ---------------- | ---------------- | ---------------- | ---------------- |
| Mansoor Al-Bulushi                                                             | Herrarnas 800 meter             | 1:51,03 | 49        | Gick inte vidare | Gick inte vidare | Gick inte vidare | Gick inte vidare | Gick inte vidare | Gick inte vidare |
| Abdullah Al-Habsi                                                              | Herrarnas 400 meter             | 48,30   | 51        | Gick inte vidare | Gick inte vidare | Gick inte vidare | Gick inte vidare | Gick inte vidare | Gick inte vidare |
| Abdullah Al-Khalidi                                                            | Herrarnas 100 meter             | 10,90   | 75        | Gick inte vidare | Gick inte vidare | Gick inte vidare | Gick inte vidare | Gick inte vidare | Gick inte vidare |
| Abdullah Al-Lhalidi                                                            | Herrarnas 200 meter             | 21,82   | 49        | Gick inte vidare | Gick inte vidare | Gick inte vidare | Gick inte vidare | Gick inte vidare | Gick inte vidare |
| Mohamed Amer Al-Malki                                                          | Herrarnas 400 meter             | 46,79   | 28        | 45,02            | 7                | 44,69            | 7                | 45,03            | 8                |
| Mansoor Al-Bulushi Abdullah Al-Habsi Abdullah Al-Khalidi Mohamed Amer Al-Malki | Herrarnas 4 x 400 meter stafett | 3:12,89 | 20        |                  |                  | Gick inte vidare | Gick inte vidare | Gick inte vidare | Gick inte vidare |
| Awadh Shaban Al-Sameer                                                         | Herrarnas maraton               |         |           |                  |                  |                  |                  | 2:46,59          | 83               |